# Ambassade de Biélorussie en France
L'ambassade de Biélorussie en France est la représentation diplomatique de la république de Biélorussie auprès de la République française. Elle est située 38, boulevard Suchet dans le 16e arrondissement de Paris, la capitale du pays. L'ambassadeur en titre est Igor Fissenko.

## Histoire
L'ambassadeur du Bélarus en France est rappelé le 18 octobre 2021, suivant le renvoi de son homologue de Minsk la veille.

## Liste des ambassadeurs
La Biélorussie, ancienne république soviétique, devient indépendante lors de la dislocation de l'URSS, en 1991. En 1994, Alexandre Loukachenko est élu premier président de la République :
- avant 1997 : ?
- 1997-2004 : Vladimir Leonovitch Senko (be) (en biélorusse : Ouladzimir Sianko)
- 2004-2008 : Viktar Chykh (be)
- 2008-2012 : Alexandre Pavlovski (be)[3]
- 2012-2019 : Pavel Latouchka[4]
- 2019-2021 : Igor Fissenko (be)[5] (en biélorusse : Ihar Fissenka) - rappelé le 18 octobre 2021.